# Łążek (województwo podkarpackie)
Łążek  (też: Łążek Zaklikowski) – wieś w Polsce położona w województwie podkarpackim, w powiecie stalowowolskim, w gminie Zaklików. Przez wieś przechodzi rzeka Sanna prawy dopływ Wisły.
Wieś szlachecka  położona była w drugiej połowie XVI wieku w powiecie urzędowskim województwa lubelskiego. W latach 1975–1998 miejscowość administracyjnie należała do województwa tarnobrzeskiego.
W czasie powstania styczniowego pod Łążkiem miała miejsce bitwa oddziału dowodzonego przez majora Edmunda Ślaskiego, który w wyniku odniesionych ran zmarł niedługo potem w Chwałowicach – spoczywa na cmentarzu parafialnym w Zaleszanach.
2 lutego 1944 r. Łążek Zaklikowski wraz z sąsiednimi wsiami (Łążek Chwałowski, Borów, Szczecyn, Wólka Szczecka, Karasiówka) został spacyfikowany przez kilkutysięczną ekspedycję niemiecką. W ślad za informacjami zawartymi w komunikacie konspiracyjnej Agencji Informacyjnej „Wieś” z 4 kwietnia 1944 (nr 11) podaje się często, że w Łążku Zaklikowskim i sąsiednim Łążku Chwałowskim okupanci zamordowali łącznie 217 osób. Z kolei w innych źródłach można znaleźć informację, iż 2 lutego 1944 r. zostało zamordowanych 191 mieszkańców Łążka Zaklikowskiego (20 mężczyzn, 66 kobiet i 105 dzieci). Niemcy spalili 83 domy mieszkalne i 150 budynków gospodarczych.
Wierni kościoła rzymskokatolickiego należą do parafii św. Andrzeja w Borowie.